# Ostrogoschskoje
Ostrogoschskoje (russisch Острогожское, deutsch Uszbördszen, 1936 bis 1938 Uschbördschen, 1938 bis 1945 Karpfenwinkel, auch: Waldlinden und Rucken, litauisch Užberžiai, auch: Rukai) ist ein Ort in der russischen Oblast Kaliningrad. Er besteht aus ursprünglich drei eigenständigen Orten und gehört zur kommunalen Selbstverwaltungseinheit Munizipalkreis Krasnosnamensk im Rajon Krasnosnamensk. Das ehemalige Waldlinden ist verlassen.

## Geographische Lage
Ostrogoschskoje liegt an der Regionalstraße 27A-026 (ex R511), sechs Kilometer östlich der Rajonstadt Krasnosnamensk (Lasdehnen/Haselberg) und 18 Kilometer nördlich der einstigen Kreisstadt Dobrowolsk (Pillkallen/Schloßberg). Zwei der jetzigen Ortsteile waren vor 1945 als Uszbördszen (Karpfenwinkel) und Rucken Bahnstationen an der Bahnstrecke Pillkallen–Lasdehnen der Pillkaller Kleinbahn, die nach 1945 nicht mehr reaktiviert worden ist.

## Geschichte

### Uszbördszen (Karpfenwinkel)

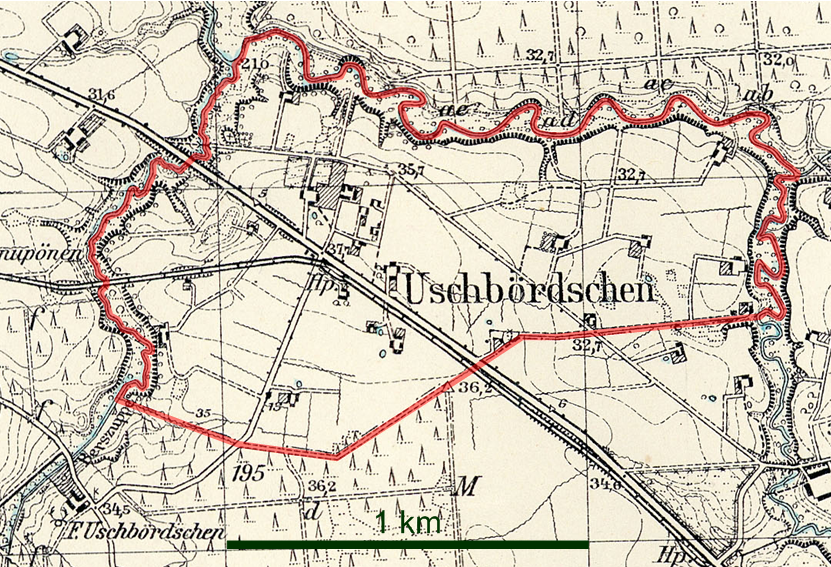
Die Gemeinde Uschbördschen auf einem Messtischblatt von 1936

Das seinerzeit Uschbersuppen genannte Dorf wurde im Jahre 1660 erstmals erwähnt. Um 1780 war Uszberszen ein königliches Bauerndorf. 1874 wurde die Landgemeinde Uszbördszen dem neugebildeten Amtsbezirk Alxnupönen im Kreis Pillkallen zugeordnet. 1929 wurde die bislang noch gesondert bestehende Försterei Uszbördszen in die Landgemeinde eingegliedert, deren Namensschreibweise 1936 in „Uschbördschen“ geändert wurde. 1938 wurde der Ort in Karpfenwinkel umbenannt. 1945 kam der Ort in Folge des Zweiten Weltkrieges mit dem nördlichen Ostpreußen zur Sowjetunion.

#### Einwohnerentwicklung
| Jahr | Einwohner | Bemerkungen                                                            |
| ---- | --------- | ---------------------------------------------------------------------- |
| 1867 | 111       |                                                                        |
| 1871 | 92        | in der Försterei Uszbördszen zusätzlich 13                             |
| 1885 | 116       | in der Försterei Uszbördszen zusätzlich 5(?)                           |
| 1905 | 115       | davon 45 litauischsprachige, in der Försterei Uszbördszen zusätzlich 9 |
| 1910 | 137       |                                                                        |
| 1933 | 154       |                                                                        |
| 1939 | 148       |                                                                        |

### Waldlinden

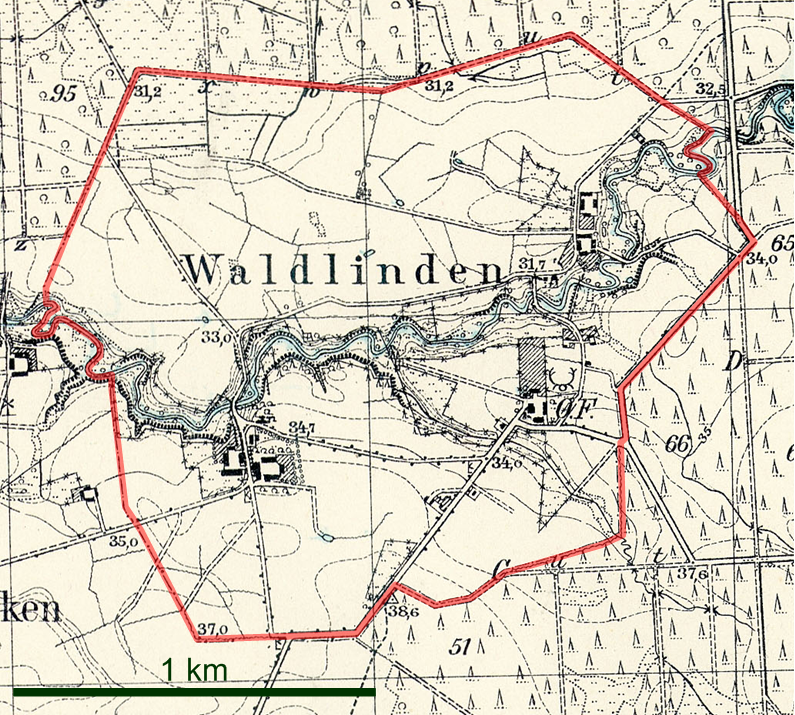
Die Gemeinde Waldlinden auf einem Messtischblatt von 1936

Das unmittelbar am Flüsschen Axnuppe (1938 bis 1945: Hangwasser, heute russisch Staraja) gelegene Waldlinden entstand am 30. September 1929 durch Zusammenschluss der beiden Landgemeinden Ambrasgirren (westlich gelegen, s. u.) und Löblaugken (östlich gelegen, s. u.) sowie der Oberförsterei Weszkallen mit dem Waldarbeitergehöft Weszkallen und dem Forstsekretärgehöft Krebsberg. Der Name „Waldlinden“ war eine Zusammenziehung der Ortsnamen Ambrasgirren (= Ambraswalde, Wald des Ambras) und Löblaugken (= Lindenfelde). Die Oberförsterei bekam spätestens 1938 ebenfalls den Namen Waldlinden. In Folge des Zweiten Weltkrieges kam auch dieser Ort zur Sowjetunion. Im Ortsverzeichnis der Oblast Kaliningrad von 1976 wurde Waldlinden als zu Rossoschanskoje (s. u.) gehörend bezeichnet.

#### Einwohnerentwicklung
| Jahr | Einwohner |
| ---- | --------- |
| 1933 | 89        |
| 1939 | 86        |

#### Ambrasgirren
Ambrasgirren wurde um 1660 gegründet. und um 1780 als königlicher Bauernort bezeichnet. 1874 wurde auch die Landgemeinde Ambrasgirren dem Amtsbezirk Alxnupönen zugeordnet.

##### Einwohnerentwicklung
| Jahr | Einwohner |
| ---- | --------- |
| 1867 | 57        |
| 1871 | 55        |
| 1885 | 55        |
| 1905 | 29        |
| 1910 | 27        |

#### Löblaugken
Löblaucken wurde 1688 gegründet und um 1780 als Schatulldorf bezeichnet. 1874 wurde auch die Landgemeinde Löblaugken dem Amtsbezirk Alxnupönen zugeordnet.

##### Einwohnerentwicklung
| Jahr | Einwohner |
| ---- | --------- |
| 1867 | 100       |
| 1871 | 89        |
| 1885 | 76        |
| 1905 | 57        |
| 1910 | 50        |

### Rucken / Rossoschanskoje

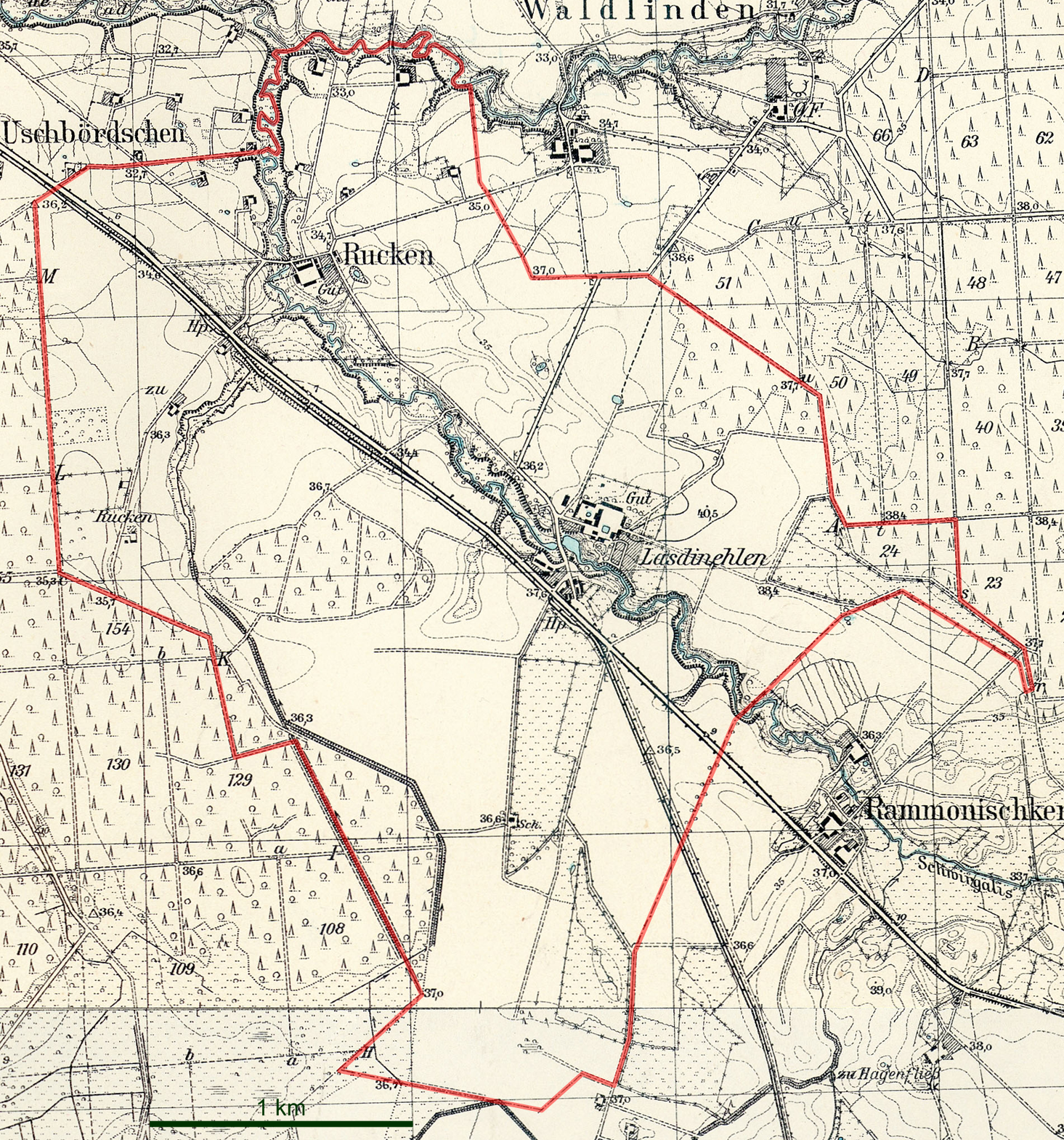
Die Gemeinde Rucken auf einem Messtischblatt von 1936

Rucken wurde 1625 erstmals erwähnt und um 1780 als meliertes Dorf bezeichnet. 1874 wurde auch die Landgemeinde Rucken dem Amtsbezirk Alxnupönen zugeordnet. 1928 wurde die Landgemeinde Rucken mit dem Gutsbezirk Lasdinehlen zu einer neuen Landgemeinde zusammengelegt, die zunächst Lasdinehlen, ab 1929 dann aber wiederum Rucken hieß.
Auch dieser Ort kam 1945 in Folge des Zweiten Weltkrieges zur Sowjetunion. Im Jahr 1947 erhielt das eigentliche Rucken die russische Bezeichnung Rossoschanskoje und wurde gleichzeitig in den Dorfsowjet Mitschurinski selski Sowet im Rajon Krasnosnamensk eingeordnet.

#### Einwohnerentwicklung
| Jahr | Einwohner | Bemerkungen                               |
| ---- | --------- | ----------------------------------------- |
| 1867 | 104       |                                           |
| 1871 | 100       |                                           |
| 1885 | 119       |                                           |
| 1905 | 81        | davon 22 litauischsprachige               |
| 1910 | 107       |                                           |
| 1933 | 226       | in der seit 1928 erweiterten Landgemeinde |
| 1939 | 230       |                                           |

### Ostrogoschskoje
Im Jahre 1947 erhielt Uszbördszen/Karpfenwinkel die russische Bezeichnung Ostrogoschskoje und wurde gleichzeitig in den Dorfsowjet Mitschurinski selski Sowet im Rajon Krasnosnamensk eingeordnet. Später gelangte der Ort in den Pobedinski selski Sowet. Vor 1975 wurde der Ort Rossoschanskoje an Ostrogoschskoje angeschlossen. Von 2008 bis 2015 gehörte Ostrogoschskoje zur Landgemeinde Dobrowolskoje selskoje posselenije, von 2016 bis 2021 zum Stadtkreis Krasnosnamensk und seither zum Munizipalkreis Krasnosnamensk.

#### Einwohnerentwicklung
| Jahr | Einwohner |
| ---- | --------- |
| 1984 | ~ 150     |
| 2002 | 204       |
| 2010 | 209       |
| 2021 | 178       |

## Kirche
In Uszbördszen resp. Karpfenwinkel wie auch in Waldlinden und Rucken war die Bevölkerung vor 1945 fast ausnahmslos evangelischer Konfession. Alle drei Dörfer waren in das Kirchspiel der Kirche Lasdehnen (der Ort hieß zwischen 1938 und 1946: Haselberg, heute russisch: Krasnosnamensk) eingepfarrt, die zum Kirchenkreis Pillkallen (Schloßberg) innerhalb der Kirchenprovinz Ostpreußen der Kirche der Altpreußischen Union gehörte. Heute liegt Ostrogoschskoje im Einzugsbereich der in den 1990er Jahren neu entstandenen evangelisch-lutherischen Gemeinde in Sabrodino (Lesgewangminnen, 1938 bis 1946 Lesgewangen) innerhalb der Propstei Kaliningrad (Königsberg) der Evangelisch-lutherischen Kirche Europäisches Russland.

## Persönlichkeiten
- Malte Sartorius (* 1933 in Waldlinden; † 2017 in Braunschweig), Maler, Grafiker und Hochschullehrer